# Seznam dílů seriálu Lví hlídka
Toto je seznam dílů seriálu Lví hlídka. Americký animovaný televizní seriál Lví hlídka měl premiéru dne 15. ledna 2016 na stanicích Disney Junior a Disney Channel.

## Přehled řad
| Řada        | Díly        | Premiéra v USA     | Premiéra v USA     | Premiéra v ČR (Disney Channel) | Premiéra v ČR (Disney Channel) |
| Řada        | Díly        | První díl          | Poslední díl       | První díl                      | Poslední díl                   |
| ----------- | ----------- | ------------------ | ------------------ | ------------------------------ | ------------------------------ |
| Pilotní díl | Pilotní díl | 22. listopadu 2015 | 22. listopadu 2015 | 26. března 2016                | 26. března 2016                |
| 1           | 26          | 15. ledna 2016     | 21. dubna 2017     | 28. června 2016                | 30. srpna 2017                 |
| 2           | 29          | 7. července 2017   | 22. dubna 2019     | nebylo vysíláno                | nebylo vysíláno                |
| 3           | 19          | 3. srpna 2019      | 3. listopadu 2019  | nebylo vysíláno                | nebylo vysíláno                |

| Řada | Díly | Premiéra v ČR (ČT :D) | Premiéra v ČR (ČT :D) |
| Řada | Díly | První díl             | Poslední díl          |
| ---- | ---- | --------------------- | --------------------- |
| 1    | 28   | 6. července 2020      | 2. srpna 2020         |
| 2    | 30   | 3. srpna 2020         | 1. září 2020          |
| 3    | 20   | 13. října 2020        | 1. listopadu 2020     |

## Seznam dílů

### Pilotní díl (2015)
| Původní název                      | Český název                    | Režie        | Scénář     | Premiéra v USA     | Premiéra v ČR (Disney Channel) |
| ---------------------------------- | ------------------------------ | ------------ | ---------- | ------------------ | ------------------------------ |
| The Lion Guard: Return of the Roar | Lví hlídka: Mocný řev se vrácí | Howy Parkins | Ford Riley | 22. listopadu 2015 | 26. března 2016                |

### První řada (2016–2017)
| Č. v seriálu | Č. v řadě | Původní název                    | Český název                       | Režie                       | Scénář                                                                   | Premiéra v USA     | Premiéra v ČR (Disney Channel) | Prod. kód |
| ------------ | --------- | -------------------------------- | --------------------------------- | --------------------------- | ------------------------------------------------------------------------ | ------------------ | ------------------------------ | --------- |
| 1            | 1         | Never Judge a Hyena by Its Spots | Nesuď hyenu podle skvrn           | Howy Parkins                | Kevin Hopps, John Loy a Ford Riley                                       | 15. ledna 2016     | 29. června 2016                | 105       |
| 2            | 2         | The Rise of Makuu                | Makuu si troufá                   | Howy Parkins                | Ford Riley                                                               | 15. ledna 2016     | 28. června 2016                | 103       |
| 3            | 3         | Bunga the Wise                   | Mudrc Banga                       | Howy Parkins                | John Loy                                                                 | 22. ledna 2016     | 22. června 2016                | 104       |
| 4            | 4         | Can't Wait to be Queen           | Nemůže se dočkat až bude královna | Howy Parkins                | Jack Monaco, John Loy a Ford Riley                                       | 29. ledna 2016     | 23. června 2016                | 106       |
| 5            | 5         | Eye of the Beholder              | Úhel pohledu                      | Howy Parkins                | Jack Monaco, John Loy a Ford Riley                                       | 5. února 2016      | 24. června 2016                | 107       |
| 6            | 6         | The Kupatana Celebration         | Oslava Kupatany                   | Howy Parkins                | Elise Allen, John Loy a Ford Riley                                       | 12. února 2016     | 25. června 2016                | 108       |
| 7            | 7         | Fuli's New Family                | Fuli má novou rodinu              | Howy Parkins                | Elise Allen, John Loy a Ford Riley                                       | 19. února 2016     | 26. června 2016                | 109       |
| 8            | 8         | The Search for Utamu             | Hledání utamu                     | Howy Parkins                | Elise Allen, John Loy a Ford Riley                                       | 26. února 2016     | 27. června 2016                | 110       |
| 9            | 9         | Follow That Hippo!               | Rychle za tím hrochem!            | Howy Parkins                | John Loy                                                                 | 18. března 2016    | 21. listopadu 2016             | 111       |
| 10           | 10        | Call of the Drongo               | Imitátor drongo                   | Howy Parkins                | námět: Elise Allen scénář: Kevin Hopps                                   | 25. března 2016    | 22. listopadu 2016             | 112       |
| 11           | 11        | Paintings and Predictions        | Malby a předpovědi                | Howy Parkins                | námět: Elise Allen scénář: Kevin Hopps                                   | 1. dubna 2016      | 23. listopadu 2016             | 113       |
| 12           | 12        | The Mbali Fields Migration       | Migrace na Mbalijská Pole         | Howy Parkins                | Elise Allen, John Loy a Ford Riley                                       | 22. dubna 2016     | 24. listopadu 2016             | 114       |
| 13           | 13        | Bunga and the King               | Banga a král                      | Howy Parkins                | Jack Monaco                                                              | 29. dubna 2016     | 25. listopadu 2016             | 115       |
| 14           | 14        | The Imaginary Okapi              | Imaginární okapi                  | Howy Parkins                | John Loy                                                                 | 8. července 2016   | 15. srpna 2017                 | 117       |
| 15           | 15        | Too Many Termites                | Přemnožení termiti                | Howy Parkins                | Elise Allen                                                              | 15. července 2016  | 16. srpna 2017                 | 118       |
| 16           | 16        | The Trouble With Galagos         | Potíže s kombami                  | Howy Parkins                | Elise Allen                                                              | 5. srpna 2016      | 17. srpna 2017                 | 119       |
| 17           | 17        | Janja's New Crew                 | Janjoví noví poskoci              | Howy Parkins                | Kevin Hopps                                                              | 26. srpna 2016     | 18. srpna 2017                 | 120       |
| 18           | 18        | Baboons!                         | Paviáni!                          | Howy Parkins                | Kevin Hopps a Jack Monaco                                                | 23. září 2016      | 21. srpna 2017                 | 121       |
| 19           | 19        | Beware the Zimwi                 | Střeste se Zimwiho                | Howy Parkins                | Jack Monaco                                                              | 14. října 2016     | 22. srpna 2017                 | 122       |
| 20           | 20        | Lions of the Outlands            | Lvi ze Země Vyhnanců              | Howy Parkins a Tom Derosier | Kevin Hopps, Ford Riley a John Loy                                       | 11. listopadu 2016 | 23. srpna 2017                 | 123       |
| 21           | 21        | Never Roar Again                 | Už nikdy neřvát                   | Howy Parkins                | Jack Monaco                                                              | 19. listopadu 2016 | 14. srpna 2017                 | 116       |
| 22           | 22        | The Lost Gorillas                | Ztracené gorily                   | Howy Parkins a Tom Derosier | Elise Allen                                                              | 3. prosince 2016   | 29. srpna 2017                 | 127       |
| 23           | 23        | The Trail to Udugu               | Hledání Udugu                     | Howy Parkins a Tom Derosier | námět: Kendall Michele Haney scénář: Kendall Michele a Haney Elise Allen | 6. ledna 2017      | 25. srpna 2017                 | 125       |
| 24           | 24        | Ono's Idol                       | Onův vzor                         | Howy Parkins                | Jack Monaco                                                              | 24. února 2017     | 28. srpna 2017                 | 126       |
| 25           | 25        | Beshte and the Hippo Lanes       | Beshte a hroší stezky             | Howy Parkins                | námět: John Loy scénář: Chelsea Beyl a Jack Monaco                       | 17. března 2017    | 24. srpna 2017                 | 124       |
| 26           | 26        | Ono the Tickbird                 | Ono klubák                        | Howy Parkins                | Elise Allen                                                              | 21. dubna 2017     | 30. srpna 2017                 | 128       |

### Druhá řada (2017–2019)
| Č. v seriálu | Č. v řadě | Původní název                | Český název              | Režie                       | Scénář                                                                    | Premiéra v USA     | Premiéra v ČR (ČT :D) | Prod. kód |
| ------------ | --------- | ---------------------------- | ------------------------ | --------------------------- | ------------------------------------------------------------------------- | ------------------ | --------------------- | --------- |
| 27           | 1         | Babysitter Bunga             | Opatrovník Banga         | Howy Parkins                | Elise Allen                                                               | 7. července 2017   | vysíláno              | 201       |
| 28           | 2         | The Savannah Summit          | Setkání Savanny          | Howy Parkins a Tom Derosier | Jack Monaco                                                               | 7. července 2017   | vysíláno              | 202       |
| 29           | 3         | The Traveling Baboon Show    | Paviání cirkus           | Howy Parkins                | John Loy                                                                  | 14. července 2017  | vysíláno              | 208       |
| 30           | 4         | Ono and the Egg              | Ono a vejce              | Howy Parkins a Tom Derosier | Elise Allen                                                               | 21. července 2017  | vysíláno              | 209       |
| 31           | 5         | The Rise of Scar             | Scarův vzestup           | Howy Parkins                | Ford Riley                                                                | 29. července 2017  | vysíláno              | 205       |
| 32           | 6         | Let Sleeping Crocs Lie       | Krokodýlí krok           | Howy Parkins                | Elise Allen                                                               | 11. srpna 2017     | vysíláno              | 207       |
| 33           | 7         | Swept Away                   | Spláchnut                | Howy Parkins a Tom Derosier | Jack Monaco                                                               | 15. září 2017      | vysíláno              | 210       |
| 34           | 8         | Rafiki's New Neighbors       | Rafikiho nový sousedé    | Howy Parkins                | námět: Laura Sreenby scénář: Laura Sreenby a Krista Tucker                | 22. září 2017      | vysíláno              | 211       |
| 35           | 9         | Rescue in the Outlands       | Záchrana v zemi vyhnanců | Howy Parkins a Tom Derosier | Elise Allen                                                               | 29. září 2017      | vysíláno              | 212       |
| 36           | 10        | The Ukumbusho Tradition      | Tradiční Ukumbušo        | Howy Parkins                | Jack Monaco                                                               | 27. října 2017     | vysíláno              | 215       |
| 37           | 11        | The Bite of Kenge            | Kengeho kousnutí         | Howy Parkins                | Krista Tucker                                                             | 3. listopadu 2017  | vysíláno              | 213       |
| 38           | 12        | Timon and Pumbaa's Christmas | Vánoce Timona a Pumby    | Howy Parkins                | námět: Ford Riley, John Loy a Krista Tucker scénář: John Loy a Ford Riley | 8. prosince 2017   | vysíláno              | 221       |
| 39           | 13        | The Morning Report           | Ranní hlášení            | Howy Parkins a Tom Derosier | Jack Monaco                                                               | 8. ledna 2018      | vysíláno              | 214       |
| 40           | 14        | The Golden Zebra             | Zlatá Zebra              | Howy Parkins                | Elise Allen                                                               | 9. ledna 2018      | vysíláno              | 216       |
| 41           | 15        | The Little Guy               | Mrňous                   | Howy Parkins a Tom Derosier | Gus Constantellis                                                         | 10. ledna 2018     | vysíláno              | 217       |
| 42           | 16        | Divide and Conquer           | Rozděl a panuj           | Howy Parkins a Tom Derosier | John Loy                                                                  | 11. ledna 2018     | vysíláno              | 219       |
| 43           | 17        | The Scorpion's Sting         | Štíří kousnutí           | Howy Parkins a Tom Derosier | Krista Tucker                                                             | 2. dubna 2018      | vysíláno              | 222       |
| 44           | 18        | The Wisdom of Kongwe         | Konwe je jedna moudrost  | Howy Parkins                | Jack Monaco                                                               | 3. dubna 2018      | vysíláno              | 218       |
| 45           | 19        | The Kilio Valley Fire        | Požár v Kiliovském údolí | Howy Parkins                | Elise Allen                                                               | 4. dubna 2018      | vysíláno              | 220       |
| 46           | 20        | Undercover Kinyonga          | Kinyonga v utajení       | Howy Parkins                | Don Gillies                                                               | 5. dubna 2018      | vysíláno              | 223       |
| 47           | 21        | Cave of Secrets              | Jeskyně tajemství        | Howy Parkins a Tom Derosier | Jack Monaco                                                               | 4. září 2018       | vysíláno              | 224       |
| 48           | 22        | The Zebra Mastermind         | Zebří génius             | Howy Parkins                | John Loy a Don Gillies                                                    | 5. září 2018       | vysíláno              | 225       |
| 49           | 23        | The Hyena Resistance         | Hyení odboj              | Howy Parkins a Tom Derosier | Kendall Michele Haney                                                     | 6. září 2018       | vysíláno              | 226       |
| 50           | 24        | The Underground Adventure    | Podzemní dobrodružství   | Howy Parkins                | Elise Allen                                                               | 7. září 2018       | vysíláno              | 227       |
| 51           | 25        | Beshte and the Beast         | Beshte a hrom do police  | Howy Parkins a Tom Derosier | Elise Allen                                                               | 12. listopadu 2018 | vysíláno              | 228       |
| 52           | 26        | Pride Landers Unite!         | Všichni společně!        | Howy Parkins                | Jack Monaco                                                               | 21. ledna 2019     | vysíláno              | 229       |
| 53           | 27        | The Queen's Visit            | Královská návštěva       | Howy Parkins a Tom Derosier | Don Gillies a John Loy                                                    | 18. února 2019     | vysíláno              | 230       |
| 54           | 28        | The Fall of Mizimu Grove     | Pád Mizimského háje      | Howy Parkins                | Kendall Michele Haney                                                     | 25. března 2019    | vysíláno              | 231       |
| 55           | 29        | Fire from the Sky            | Oheň z oblohy            | Howy Parkins a Tom Derosier | Jack Monaco                                                               | 22. dubna 2019     | vysíláno              | 232       |

### Třetí řada (2019)
| Č. v seriálu | Č. v řadě | Původní název              | Český název        | Režie                       | Scénář                                                       | Premiéra v USA    | Premiéra v ČR (ČT :D) | Prod. kód |
| ------------ | --------- | -------------------------- | ------------------ | --------------------------- | ------------------------------------------------------------ | ----------------- | --------------------- | --------- |
| 56           | 1         | Battle for the Pride Lands | Bitva o říši lvů   | Howy Parkins                | Ford Riley                                                   | 3. srpna 2019     | vysíláno              | 301–302   |
| 57           | 2         | The Harmattan              | Harmattán          | Howy Parkins a Tom Derosier | Gus Constantellis                                            | 7. září 2019      | vysíláno              | 303       |
| 58           | 3         | The Accidental Avalanche   | Nechtěná lavina    | Howy Parkins a Tom Derosier | John Loy a Elise Allen                                       | 8. září 2019      | vysíláno              | 304       |
| 59           | 4         | Ghost of the Mountain      | Duch hory          | Howy Parkins                | Kendall Michele Haney                                        | 14. září 2019     | vysíláno              | 305       |
| 60           | 5         | Marsh of Mystery           | Tajemný močál      | Howy Parkins                | Kendall Michele Haney                                        | 16. září 2019     | vysíláno              | 306       |
| 61           | 6         | Dragon Island              | Dračí ostrov       | Howy Parkins a Tom Derosier | Alison Taylor                                                | 21. září 2019     | vysíláno              | 307       |
| 62           | 7         | Journey of Memories        | Cesta vzpomínkami  | Howy Parkins a Tom Derosier | Jennifer Skelly                                              | 22. září 2019     | vysíláno              | 308       |
| 63           | 8         | The Race to Tuliza         | Závod k Tulize     | Howy Parkins                | Kent Redeker                                                 | 28. září 2019     | vysíláno              | 309       |
| 64           | 9         | Mama Binturong             | Máma Binturong     | Howy Parkins                | Gus Constantellis                                            | 29. září 2019     | vysíláno              | 310       |
| 65           | 10        | Friends to the End         | Přátelé navždy     | Howy Parkins a Tom Derosier | Alison Taylor                                                | 5. října 2019     | vysíláno              | 311       |
| 66           | 11        | The Tree of Life           | Strom Života       | Howy Parkins                | Kendall Michele Haney                                        | 6. října 2019     | vysíláno              | 312       |
| 67           | 12        | The River of Patience      | Řeka trpělivosti   | Howy Parkins a Tom Derosier | Jennifer Skelly                                              | 12. října 2019    | vysíláno              | 313       |
| 68           | 13        | Little Old Ginterbong      | Chuděra Ginterbong | Howy Parkins                | Gus Constantellis                                            | 13. října 2019    | vysíláno              | 314       |
| 69           | 14        | Poa the Destroyer          | Ničitel Poa        | Howy Parkins a Tom Derosier | Allison Taylor, Kendall Michele Haney, John Loy a Ford Riley | 19. října 2019    | vysíláno              | 315       |
| 70           | 15        | Long Live the Queen        | Ať žije královna   | Howy Parkins                | námět: Ford Riley scénář: Kendall Michele Haney              | 20. října 2019    | vysíláno              | 316       |
| 71           | 16        | The Lake of Reflection     | Jezero rozjímání   | Howy Parkins a Tom Derosier | Jennifer Skelly                                              | 26. října 2019    | vysíláno              | 317       |
| 72           | 17        | Triumph of the Roar        | Triumf řevu        | Howy Parkins                | John Loy                                                     | 27. října 2019    | vysíláno              | 318       |
| 73           | 18        | Journey to the Pride Lands | Cesta do říše lvů  | Howy Parkins a Ford Riley   | Kent Redeker, Kendall Michele Haney, John Loy a Ford Riley   | 2. listopadu 2019 | vysíláno              | 319       |
| 74           | 19        | Return to the Pride Lands  | Návrat do říše lvů | Howy Parkins a Tom Derosier | Kendall Michele Haney a Ford Riley                           | 3. listopadu 2019 | vysíláno              | 320       |